# Saginaw Gears (IHL)
Saginaw Gears byl profesionální americký klub ledního hokeje, který sídlil v Saginawu ve státě Michigan. V letech 1972–1983 působil v profesionální soutěži International Hockey League. Gears ve své poslední sezóně v IHL skončily v základní části. Své domácí zápasy odehrával v hale Saginaw Civic Center s kapacitou 5 527 diváků.
Jednalo se o dvojnásobného vítěze Turner Cupu (sezóny 1976/77 a 1980/81).

## Úspěchy
- Vítěz Turner Cupu ( 2× )
  - 1976/77, 1980/81

## Přehled ligové účasti
Zdroj: 
- 1972–1980: International Hockey League (Severní divize)
- 1980–1981: International Hockey League (Východní divize)
- 1981–1982: International Hockey League
- 1982–1983: International Hockey League (Východní divize)